# Dahlia (album)
Dahlia è un album degli X Japan del 1996.

## Tracce
1. DAHLIA - 7:57 (YOSHIKI - YOSHIKI)
2. SCARS - 5:06 (HIDE - HIDE)
3. Longing～跡切れたmelody～ - 7:39 (YOSHIKI - YOSHIKI)
4. Rusty Nail - 5:28 (YOSHIKI - YOSHIKI)
5. White Poem I - 3:18 (YOSHIKI - YOSHIKI)
6. Crucify My Love - 4:36 (YOSHIKI - YOSHIKI)
7. Tears - 10:28 (Hitomi Shiratori & YOSHIKI - YOSHIKI)
8. WRIGGLE - 1:26 (HEATH & PATA)
9. DRAIN - 3:28 (HIDE & TOSHI - HIDE)
10. Forever Love Acoustic Version - 7:50 (YOSHIKI - YOSHIKI)

## Formazione
- Toshi - voce
- Heath - basso
- Pata - chitarra
- Hide - chitarra
- Yoshiki - batteria e pianoforte